# Дженніфер
Дже́нніфер (англ. Jennifer < корн. Jennifer, Gwenifer) — жіноче ім'я кельтського походження. Походить від валлійського імені Gwenhwyfar, «Гвеніфер», утвореного від слів gwen («біла», «чиста») + hwyfar («тінь», «примара»). Англійська форма Jennifer запозичена з корнської мови (Jennifer, Jenifer — фонетичний варіант Gwenifer). Відомі також середньовічні англійські варіанти «Гвіневер» (Guinevere), «Гвеневер» (Guenevere) і «Гейнор» (Gaynor). Не є канонічним християнським ім'ям.
Поширене у країнах і областях з кельтським населенням — Великій Британії, Бретані (бретонська форма Gwenivar, Gweniver, Gueniévre), Ірландії, а також у США. Схожі імена «Джиневра», «Зеневра», «Дженевре» (Ginevra, Zenevra, Genevre) були відомі в XV—XVI ст. у Венеції, одне з них збігається з італійською назвою міста Женева (Ginevra).
Інші форми імені — Гвіневер, Гвеневер, Гвеніфер.

## Відомі носійки
- Гвіневера (Гвіневер) — дружина короля Артура
- Дженніфер Раш (нар. 1960) — американська поп-співачка німецького походження
- Дженніфер Тіллі (нар. 1961) — американська акторка
- Дженніфер Кулідж (нар. 1961) — американська комедійна акторка
- Дженніфер Рубін (нар. 1962) — американська акторка та модель
- Дженніфер Стаут (нар. 1965) — британська легкоатлетка, олімпійська медалістка
- Дженніфер Нітч (1966—2004) — німецька акторка
- Дженніфер Еністон (нар. 1969) — американська акторка
- Дженніфер Лопес (нар. 1969) — американська акторка та співачка
- Дженніфер Вестфелд (нар. 1970) — американська акторка, режисерка, продюсерка та сценаристка
- Дженніфер Коннеллі (нар. 1970) — американська кіноакторка
- Дженніфер Гарнер (нар. 1972) — американська акторка та продюсерка
- Дженніфер Пейдж (нар. 1973) — американська співачка, авторка пісень і акторка
- Дженніфер Псакі (нар. 1978) — американська політична діячка польсько-грецького походження
- Дженніфер Лав Г'юїтт (нар. 1979) — американська акторка та співачка
- Дженніфер Моррісон (нар. 1979) — американська модель та кіноакторка
- Дженніфер Карпентер (нар. 1979) — американська акторка
- Дженніфер (Дженн) Сур (уроджена Стучинські, нар. 1982) — американська легкоатлетка, олімпійська чемпіонка
- Дженніфер Скрін (нар. 1982) — австралійська баскетболістка, олімпійська медалістка
- Дженніфер (Дженн) Вейкфілд (нар. 1989) — канадська хокеїстка
- Дженніфер Лоуренс (нар. 1990) — американська акторка
- Дженніфер Абель (нар. 1991) — канадська стрибунка у воду, олімпійська медалістка

### Вигадані персонажки
- Дженніфер Мелфі — персонажка серіалу «Клан Сопрано».